# Baependi
Baependi, amtlich portugiesisch Município de Baependi, ist eine kleine Gemeinde (Kleinstadt) im brasilianischen Bundesstaat Minas Gerais. Sie ist 330 km von der Hauptstadt Belo Horizonte entfernt. Die Bevölkerungszahl wurde zum 1. Juli 2020 auf 19.199 Einwohner geschätzt, die portugiesisch baependianos genannt werden und auf einer Gemeindefläche von rund 750,6 km² leben. Die Bevölkerungsdichte liegt bei rund 24 Bewohnern pro km². Sie steht an 196. Stelle der 853 Munizips des Bundesstaats. Die Region ist für ihre zahlreichen Wasserfälle bekannt.

## Toponymie
Der Name leitet sich vom Rio Baependi ab, die Herkunft stammt aus den Tupí-Sprachen und bedeutet etwa Fluss mit dem Ding/Flussungehauer, die Etymologie ist jedoch auch strittig.

## Geographie
Umliegende Orte sind Aiuruoca, Alagoa, Itamonte, Pouso Alto, Caxambu, Conceição do Rio Verde, Cruzília und São Tomé das Letras. Die Gemeinde hat einen Flächenanteil von 39,88 % an dem Schutzgebiet Parque Estadual da Serra do Papagaio.

### Klima
Der Ort hat tropisch gemäßigtes Klima, Cwb nach der Klimaklassifikation nach Köppen und Geiger. Die Durchschnittstemperatur ist 18,9 °C. Die durchschnittliche Niederschlagsmenge liegt bei 1462 mm im Jahr, der Südwinter ist dabei erheblich trockener als der Südsommer.

## Geschichte
Erste Berichte über die Region stammen aus dem Anfang des 17. Jahrhunderts. Ältere Schreibweisen sind Bahependy und Baependy. Die Stadtrechte erhielt der Ort zur Zeit der Provinz Minas Gerais im Kaiserreich Brasilien durch das Provinzialgesetz Nr. 759 vom 2. Mai 1856.
Der 1824 und 1828 verliehene nichterbliche Ehrentitel Visconde de Baependi hat das Toponym im Namen. Benannt nach dem Ort ist auch das Dampfschiff Baependy.